# Gaogong
Gaogong (kinesiska: 高公) är en köping i östra Kina. Den ligger i Guoyang härad i staden Bozhou i provinsen Anhui, omkring 210 kilometer nordväst om provinshuvudstaden Hefei.